# Westlake/MacArthur Park
Westlake/MacArthur Park – podziemna stacja dwóch linii metra w Los Angeles - B i D znajdująca się w dzielnicy Westlake przy Wilshire Boulevard i parku MacArthura.
Stacja ozdobiona jest mozaikami z płytek zatytułowanymi El Sol (Słońce) i La Luna (Księżyc).

## Godziny kursowania
Pociągi linii B i D, kursują codziennie, w przybliżeniu pomiędzy 5:00 a 0:45

## Połączenia autobusowe
- Metro Local: 18, 20, 51, 52, 200, 352, 603
- Metro Express: 487, 489
- Metro Rapid: 720
- Foothill Transit: 481
- LADOT DASH: Pico Union / Echo Park